# Dysmicoccus kaiensis
Dysmicoccus kaiensis är en insektsart som först beskrevs av Hiroshi Kanda 1932.  Dysmicoccus kaiensis ingår i släktet Dysmicoccus och familjen ullsköldlöss. Inga underarter finns listade i Catalogue of Life.